# Eupelmus insulae
Eupelmus insulae är en stekelart som beskrevs av Masi 1919. Eupelmus insulae ingår i släktet Eupelmus och familjen hoppglanssteklar.
Artens utbredningsområde är Italien. Inga underarter finns listade i Catalogue of Life.